# Anno VI del calendario rivoluzionario francese
L' anno VI del calendario rivoluzionario francese  corrisponde agli anni 1797 e 1798 del calendario gregoriano. Questo anno iniziava il 22 settembre 1797 e terminava il 21 settembre 1798.

## Concordanze
| 1º vendemmiaio | 22 settembre |
| 9 vendemmiaio  | 30 settembre |
| 10 vendemmiaio | 1º ottobre   |
| 30 vendemmiaio | 21 ottobre   |
| 1º brumaio     | 22 ottobre   |
| 10 brumaio     | 31 ottobre   |
| 11 brumaio     | 1º novembre  |
| 30 brumaio     | 20 novembre  |
| 1º frimaio     | 21 novembre  |
| 10 frimaio     | 30 novembre  |
| 11 frimaio     | 1º dicembre  |
| 30 frimaio     | 20 dicembre  |
| 1º nevoso      | 21 dicembre  |
| 11 nevoso      | 31 dicembre  |

| 12 nevoso    | 1º gennaio  |
| 30 nevoso    | 19 gennaio  |
| 1º piovoso   | 20 gennaio  |
| 12 piovoso   | 31 gennaio  |
| 13 piovoso   | 1º febbraio |
| 30 piovoso   | 18 febbraio |
| 1º ventoso   | 19 febbraio |
| 10 ventoso   | 28 febbraio |
| 11 ventoso   | 1º marzo    |
| 30 ventoso   | 20 marzo    |
| 1º germinale | 21 marzo    |
| 11 germinale | 31 marzo    |
| 12 germinale | 1º aprile   |
| 30 germinale | 19 aprile   |

| 1º fiorile   | 20 aprile |
| 11 fiorile   | 30 aprile |
| 12 fiorile   | 1º maggio |
| 30 fiorile   | 19 maggio |
| 1º pratile   | 20 maggio |
| 12 pratile   | 31 maggio |
| 13 pratile   | 1º giugno |
| 30 pratile   | 18 giugno |
| 1º messidoro | 19 giugno |
| 12 messidoro | 30 giugno |
| 13 messidoro | 1º luglio |
| 30 messidoro | 18 luglio |
| 1º termidoro | 19 luglio |
| 13 termidoro | 31 luglio |

| 14 termidoro  | 1º agosto    |
| 30 termidoro  | 17 agosto    |
| 1º fruttidoro | 18 agosto    |
| 14 fruttidoro | 31 agosto    |
| 15 fruttidoro | 1º settembre |
| 30 fruttidoro | 16 settembre |

| della virtù      | 17 settembre |
| del genio        | 18 settembre |
| del lavoro       | 19 settembre |
| dell'opinione    | 20 settembre |
| delle ricompense | 21 settembre |

## Avvenimenti
- 26 vendemmiaio (17 ottobre 1797):  Trattato di Campoformio,  (fine della prima coalizione) tra la Francia e l'Austria. La Francia recupera il Belgio e i Paesi Bassi ma abolisce la Repubblica di Venezia, che cede all'Austria. La Francia ottiene ugualmente le Isole Ionie e si assicura il dominio sulla riva sinistra del Reno e sull'Italia.
- 15 nevoso (4 gennaio 1798) : unione della repubblica di Mulhouse alla Francia.
- 19 ventoso (9 marzo) : Jean-Baptiste Bessières, futuro maresciallo dell'Impero, è promosso comandante di brigata.
- 14 germinale (3 aprile) : Decreto che introduce il culto decadario. Sarà uno scacco.
- 13 messidoro (1º luglio 1798) : Sbarco di Napoleone Bonaparte in Egitto.
- 3 termidoro (21 luglio) : battaglia delle piramidi, Bonaparte sconfigge i Mamelucchi di Murad Bey in Egitto.
- 14 termidoro (1º agosto) : Sconfitta ad Aboukir: la flotta francese d'Egitto viene annientata da quella britannica al comando di Nelson.
- 3 fruttidoro (20 agosto) : Fondazione a Il Cairo dell'Istituto di Egitto.
- 10 fruttidoro (27 agosto) : Vittoria franco-irlandese nella battaglia di Castlebar.
- 19 fruttidoro (5 settembre) : La legge Jourdan-Delbrel stabilisce il principio della coscrizione per tutti i giovani di 25 anni di età, per una durata di 5 anni in tempo di pace e illimitata in tempo di guerra. Il servizio militare è obbligatorio a complemento di quello volontario. Le reclute sono individuate mediante sorteggio.
- Napoleone Bonaparte s'impadronisce di Malta.
- La Gran Bretagna, l'Austria, la Russia e la Turchia formano una  seconda coalizione anti-francese.
- Le armate francesi invadono Roma e la Confederazione dei XIII cantoni (Invasione francese del 1792), dando origine alla costituzione delle repubbliche romana ed elvetica
- fine agosto: Ginevra diviene francese e capoluogo del dipartimento del Lemano.